# Згонево
Згонево (на сръбски: Згоњево) е село в Босна и Херцеговина, разположено в община Требине, в ентитета на Република Сръбска. Населението му според преброяването през 2013 г. е 82 души, от тях: 80 (97,56 %) сърби, 1 (1,22 %) югославянин и 1 (1,22 %) от друга етническа група.

## Население
Численост на населението според преброяванията през годините:
- 1961 – 148 души
- 1971 – 136 души
- 1981 – 127 души
- 1991 – 122 души
- 2013 – 82 души